# Wysysowate

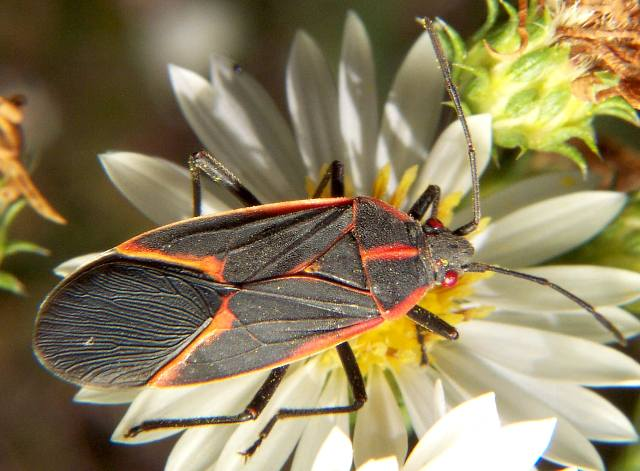
Boisea trivittata

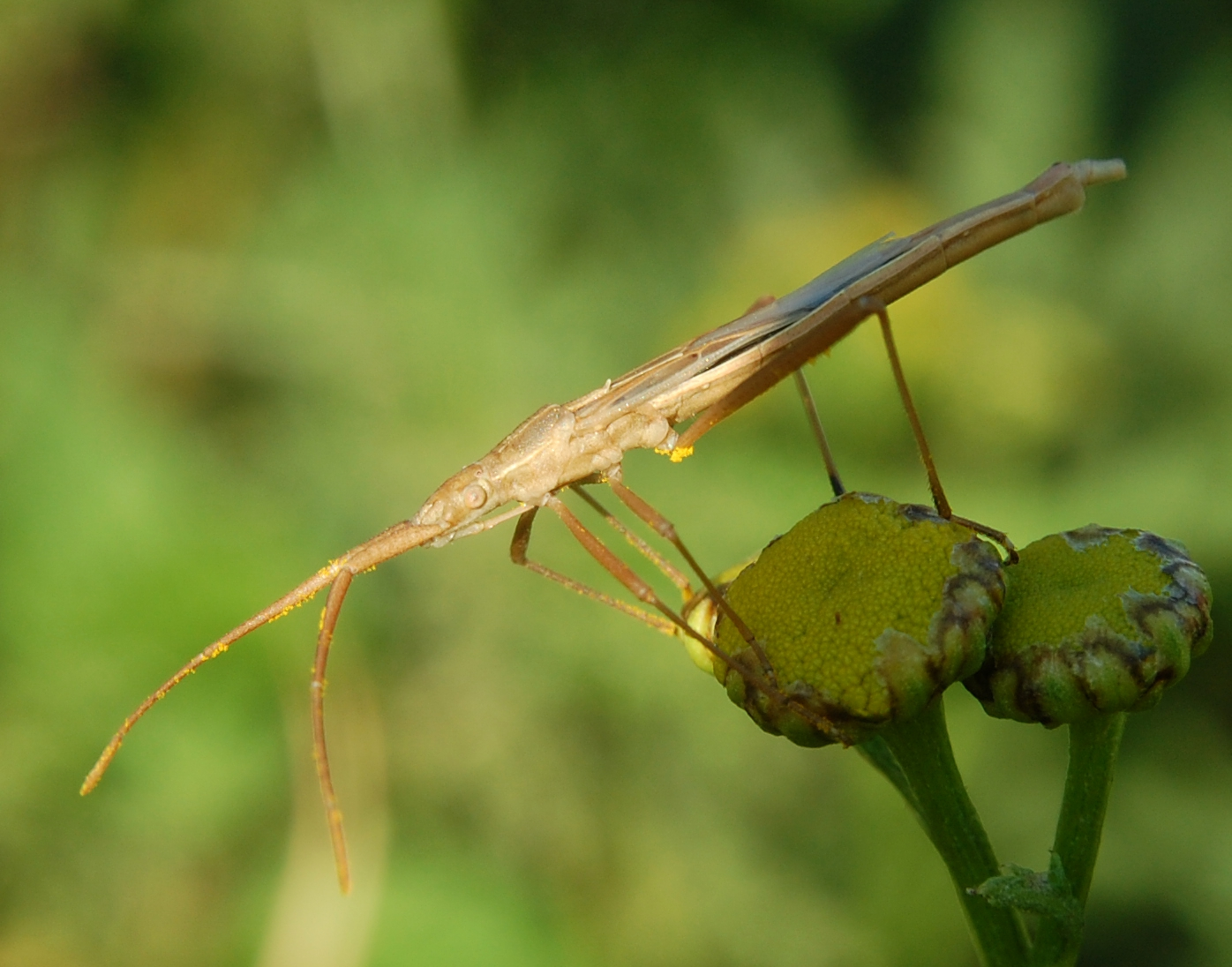
Wysmuklinka trawna

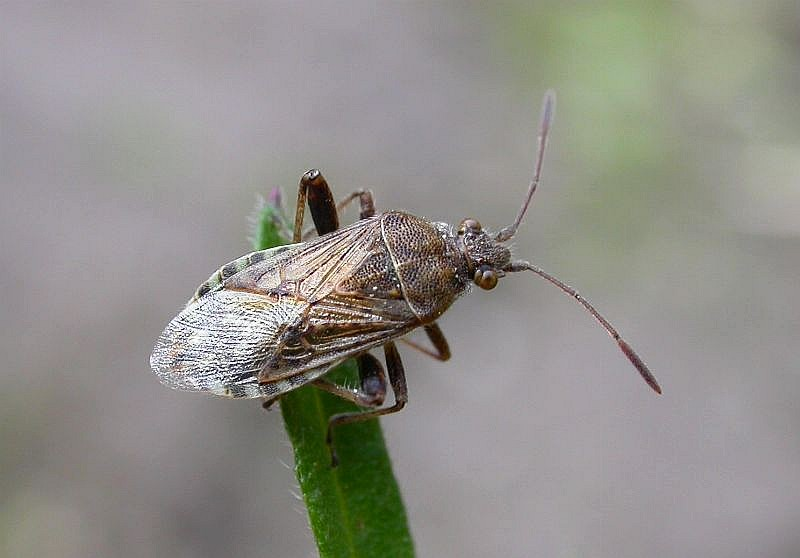
Przedstawiciel rodzaju wysysek (Strictopleurus)

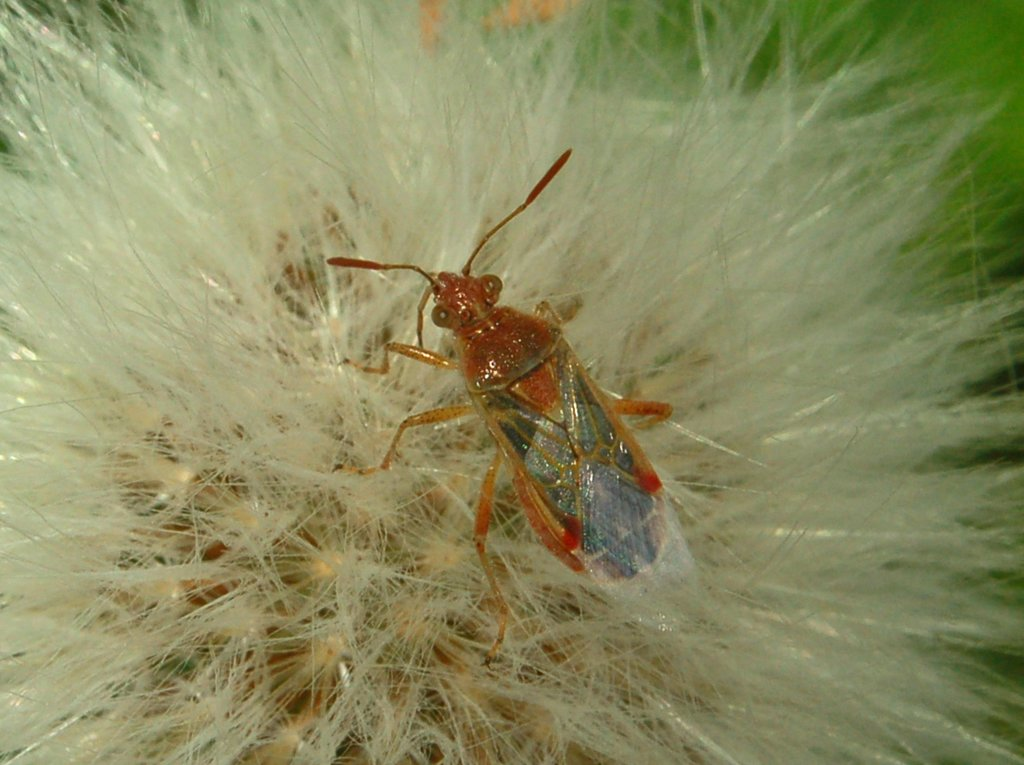
Zgrubień welonowy

Wysysowate (Rhopalidae) – rodzina owadów z rzędu pluskwiaków i podrzędu różnoskrzydłych. Kosmopolityczna. Obejmuje ponad 220 opisanych gatunków, sklasyfikowanych w 30 rodzajach. Wszystkie są fitofagami ssącymi.

## Morfologia
Pluskwiaki osiągające od 4 do 16 mm długości ciała, którego kształt najczęściej jest wydłużony bądź owalny. Większość gatunków ma matowe, maskujące, często brązowawe ubarwienie. Niektóre jednak jaskrawością kolorów i kształtem przypominają Lygaeinae, kowalowate i Largidae. Głowa jest trójkątna lub czworokątna. Nadustek wykracza przed płytki szczękowe (jugae). Oczy złożone są dobrze wykształcone, okrągłe w zarysie. Dwa przyoczka ulokowane są na niskich wzgórkach. Czułki są dość cienkie, pozbawione rozszerzeń, o członie pierwszym najkrótszym i u nasady przewężonym. Przedplecze jest w zarysie trapezowate lub prostokątne, u Serinethinae ma brzegi boczne wyraźnie wcięte tuż za kołnierzem, u Rhopalinae takiego wcięcia natomiast brak. Powierzchnia przedplecza ma w przedniej części bruzdę. Tylne kąty przedplecza są tępe, zaokrąglone. Tarczka ma trójkątny kształt i płaską powierzchnię. Półpokrywy mają często na przykrywkach duże obszary niezesklerotyzowanego, prześwitującego oskórka między żyłkami. Na zakrywkach występują liczne żyłki. Charakterystyczny jest dla rodziny całkowity zanik lub silna redukcja ujść gruczołów zapachowych zatułowia. Odnóża mają uda pozbawione kolców. Odwłok ma wszystkie przetchlinki umieszczone po stronie brzusznej. Zazwyczaj wewnętrzne laterotergity są wykształcone. Trichobotria na sternitach od czwartego do szóstego rozmieszczone są w prostych, a na siódmym w skośnych szeregach. Lokalizacja trichobotrii na sternitach trzecim i czwartym jest środkowo-boczna, a na dalszych boczna. Piąty tergit jest pośrodku zwężony. Samica ma całobrzegi siódmy sternit, płytkowate pokładełko oraz spermatekę z okrągłym zbiornikiem, małą pompą i długim, poskręcanym przewodem.
Stadia larwalne mają ujścia grzbietowych gruczołów zapachowych odwłoka zlokalizowane pomiędzy tergitami czwartym i piątym oraz piątym i szóstym, przy czym te ostatnie przesunięte są ku przodowi.

## Ekologia i występowanie
Wszystkie wysysowate są fitofagami ssącymi. Żerują na rozmaitych roślinach drzewiastych i zielnych. Spotykane są wśród nich gatunki polifagiczne, oligofagiczne i monofagiczne.
Rodzina kosmopolityczna. Rhopalinae największą różnorodność osiągają w krainie palearktycznej, zaś Serinethinae w strefie tropikalnej. W sumie z Palearktyki znanych jest około 70 gatunków z 14 rodzajów. Z Polski wykazano 14 gatunków należących do 6 rodzajów (zobacz: wysysowate Polski). W Australii stwierdzono występowanie 7 gatunków z 2 rodzajów.

## Taksonomia
Do rodziny tej należy ponad 220 opisanych gatunków, sklasyfikowanych w 30 rodzajach. Takson ten wprowadzony został w 1843 roku przez Charlesa Jean-Baptiste'a Amyota i Jeana Guillaume'a Audinet-Serville'a. Wcześniej umieszczany był w szerzej zdefiniowanych wtykowatych. Współcześnie klasyfikowany jest wraz z nimi oraz smyczykowatymi, Hyocephalidae, Stenocephalidae, Trisegmentatidae i Yuripopovinidae w nadrodzinie Coreoidea w obrębie infrarzędu Pentatomomorpha.
W 1873 roku podwaliny pod podział wysysowatych położył Carl Stål wyróżniając w ich obrębie cztery działy: Harmostaria, Corizaria, Myrmaria oraz Serinetharia. W 1967 roku N.P. Chopra wprowadził podział na dwie podrodziny, Rhopalinae i Serinethinae, w obrębie tej pierwszej rozpoznając sześć plemion. Współcześnie stosuje się podział na dwie podrodziny i pięć plemion, przy czym rodzajów wymarłych nie przyporządkowano do żadnego z nich:
- podrodzina: Rhopalinae Amyot & Serville, 1843
  - plemię: Chorosomatini Fieber, 1860
    - rodzaje: Agraphopus, Chorosoma, Ithamar, Leptoceraea, Myrmus, Xenogenus

  - plemię: Corizomorphini Kiritshenko, 1964
    - rodzaj: Corizomorpha

  - plemię: Harmostini Stål, 1873
    - rodzaje: Aufeius, Harmostes

  - plemię: Niestrheini Chopra, 1967
    - rodzaje: Arhyssus, Niestrhea, Peliochrous

  - plemię: Rhopalini Amyot & Serville, 1843
    - rodzaje: Brachycarenus, Corizus, Limacocarenus, Liorhyssus, Maccevethus, Punjentorhopalus, Rhopalus, Strictopleurus
- podrodzina: Serinethinae Stål, 1873
  - rodzaje: Boisea, Jadera, Leptocoris
- incertae sedis
  - rodzaje: †Grandicaputus, †Longiclavula, †Miracorizus, †Originicorizus, †Quatlocellus, †Vescisalignus